# Walter Kittredge

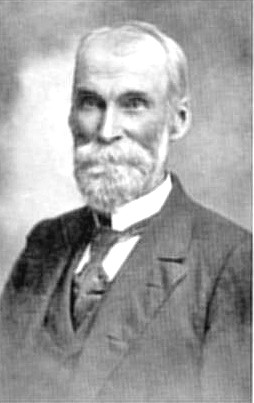
Walter Kittredge

Walter Kittredge (Marrimack (New Hampshire), 8 oktober 1834 – aldaar, 8 juli 1905) was een musicus ten tijde van de Amerikaanse Burgeroorlog.
Kittredge was een zelfgeleerd musicus die viool, serafijn en melodeon speelde. Hij toerde zowel solo als met de muziekgroep Hutchinson Family. Tijdens zijn carrière schreef hij meer dan 500 liedjes, waarvan het merendeel over de Amerikaanse burgeroorlog ging. Eén daarvan genaamd Tenting on the Old Camp Ground werd gezongen door beide partijen van de oorlog.
- Gemeinsame Normdatei: 1249971993
- International Standard Name Identifier: 0000 0000 3637 8575
- Library of Congress Control Number: n95101161
- Nationale Bibliotheek van Letland: 000099709
- MusicBrainz: 4a7a4a12-7a4a-43df-a86d-21413731d012
- Istituto Centrale per il Catalogo Unico: DDSV113063
- SNAC: w6476zf5
- Système universitaire de documentation: 193749254
- Virtual International Authority File: 59512357
- WorldCat: E39PBJxx9c7HbxxpfjQcXPKrv3